# فلورا کش
فلورا کش (به انگلیسی: Flora Cash)، دوئت موسیقی سوئدی-آمریکایی متشکل از کول رندال و اشرسا لشای است. این زوج عمدتاً در زمینه موسیقی فعالیت می‌کنند اما در زمینه‌های دیگر نیز تحت همین نام با هم همکاری کرده‌اند. آنها با تک آهنگ موفق "You're Somebody Else " به شهرت رسیدند.

## تاریخچه شکل‌گیری
لشای، یک آلبانیایی اصالتاً اهل کوزوو، که خانواده اش در دوران کودکی او برای فرار از جنگ و درگیری در منطقه به سوئد گریختند، در استکهلم زندگی می‌کرد که در سال ۲۰۱۲ با راندال از مینیاپولیس از طریق ساوندکلاد آشنا شد. پس از ملاقات حضوری در مینیاپولیس، آنها با هم در سوئد با عنوان فلورا کش شروع به کار کردند. آنها هرگز منشأ یا معنای نام گروه خود را فاش نکرده‌اند.
اولین ئی پی خود را با نام Mighty Fine در ۱۲ دسامبر ۲۰۱۲ منتشر کردند.
دومین ئی پی آنها، Made It for You، در ۱۳ ژوئن ۲۰۱۳ منتشر شد. در آن سال لشای و رندال نیز باهم ازدواج کردند.
آنها سومین ئی پی را با نام I Will Be There در ۲۰ سپتامبر ۲۰۱۴ منتشر کردند.
پس از بستن قرارداد با لیبل سوئدی Icons Creating Evil Art در سال ۲۰۱۵، آنها «آیا عشق تابستانی برای همیشه ادامه دارد؟ » را منتشر کردند در مارس ۲۰۱۶، مینی‌ال‌پی هفت‌آهنگ، نامزد دریافت دو جایزه GAFFA، به‌عنوان هنرمند نوظهور و سال سوئد شد.
اولین آلبوم کاملشان با نام "هیچ چیز برای همیشه نمی‌ماند (و خوب است)" در آوریل ۲۰۱۷ منتشر شد. مجله Earmilk به این آلبوم ۹ ستاره از ده ستاره داد و آن را "به همان اندازه ظریف و شکننده از ارزش‌های اصلی که این دو برای آن می‌نویسند، حقیقت، زیبایی و زندگی برای لحظه‌ای در دنیای مدرنی که همه چیز بدیهی تلقی می‌شود" نامید.
در مارس ۲۰۲۰، دومین آلبوم کامل این زوج با نام "مشکلی نیست، عزیزم" توسط آرسی‌ای منتشر شد.
اولین فرزند کول و اشرسا، به نام راکر پگی لشای راندال، در نوامبر ۲۰۲۰ به دنیا آمد.
در ۲۲ اکتبر ۲۰۲۱، فلورا کش سومین آلبوم کامل خود را با نام «نسل ما» منتشر کرد که مورد تحسین عمومی و منتقدین قرار گرفت. در رابطه با این رکورد، مجله اسپیل نوشت: «فلورا کش، شاعران مستعد موسیقی و واقعی قرن بیست و یکم، ارتباطی را با افراد منزوی به ارمغان می‌آورد و دل شکسته‌ها را برمی‌انگیزد تا به جستجوی عشق ادامه دهند. گروهی پیشرفته که خود را به یک صدا محدود نمی‌کند.  نسل ما، نمونه‌ای شگفت‌انگیز از این است که نویسندگی و تولید قوی می‌تواند به نظر برسد.» مجله لود این رکورد را به عنوان یکی از بهترین‌های سال ۲۰۲۱ فهرست کرد و نوشت: « نسل ما، بهترین تجربه [فلورا کش] تا کنون بوده‌است.» انتشار این آلبوم باعث شد این زوج روی جلد مجله بین المللی هنر و فرهنگ گافا برای نسخه نوامبر ۲۰۲۱ همراه با یک مصاحبه ظاهر شوند. «هم روح»، تک‌آهنگ فراگیر از نسل ما، بیش از نه میلیون استریم در اسپاتیفای کسب کرده‌ و موزیک ویدیوی آن بیش از ۱٫۵ میلیون بازدید داشته‌است.

## هنر
قبل از ملاقات این زوج، رندال در حال ساختن چیزی بود که این دو تحت عنوان «موسیقی عامیانه آمریکانا صیقل نخورده و خام» از آن یاد می کنند، در حالی که لشای «ترانه‌های اتموسفریک الکترونیک» بیشتری می‌نوشت. لشای اظهار داشت: «همپوشانی مشخصی وجود داشت و صدایی که ما به عنوان فلورا کش ایجاد کرده‌ایم، ترکیبی از تغییر ما از نظر سلیقه فردی و نحوه هم افزایی ما در طول سال هاست.» رندال نیز احساسات مشابهی را بیان کرد و افزود: «چیزهایی که در مورد آنها می‌نویسیم زندگی و تجربه ماست. ما موسیقی نمی‌نویسیم تا مخاطب خاصی را جذب کند. ما موسیقی نمی‌نویسیم چون فکر می‌کنیم آوای خوبی دارد، می‌فروشد یا این یا آن... هر کاری که تا به حال انجام داده‌ایم بیانی صادقانه از آنچه تجربه کرده‌ایم است. جنبه‌هایی از آن وجود دارد که به نظر متفاوت می‌آیند، اما این به این دلیل است که زندگی ما در بین انتشار [آلبوم ها] دستخوش تغییر می‌شد، بنابراین ما فقط در مورد آنچه صادقانه بود نوشتیم و با آن همراه شدیم.»
سبک موسیقی فلورا کش به شکل‌های مختلف به عنوان مالیخولیایی و تلخ و شیرین و همچنین غم‌انگیز و نشاط آور توصیف شده‌است.
از نظر ترانه، این زوج اغلب برای الهام گرفتن از روابط خود استفاده کرده‌اند و اغلب موضوعاتی مانند مقابله با مسائل بهداشت روانی، فساد دولتی و اجتماعی، و کنار آمدن با خود را لمس می‌کنند.

## شهرت
فلورا کش با آهنگ "You're Somebody Else"، وارد جریان اصلی شد.
در جولای ۲۰۱۸، این دو با آرسی‌ای رکوردز از سونی موزیک قرارداد امضا کردند.
پس از اولین حضور درجدول پیش‌بینی‌های رادیو پاندورا در اوت ۲۰۱۸ و حفظ رتبه ۴ در ماه سپتامبر، «تو کس دیگری هستی» در نوامبر در هر دو جدول پخش آهنگ‌های آلترناتیو بزرگسالان بیلبورد به رتبه ۱۰ برتر رسید.
این آهنگ در هر دو فرمت رادیویی آلترناتیو و آلترنتیو بزرگسالان به رتبه شماره یک رادیوی آمریکا رسید.
در ۹ آگوست ۲۰۱۸، فلورا کش اولین نمایش تلویزیونی آمریکایی خود را با اجرای "You're Somebody Else" در برنامه آخر آخر شب با جیمز کوردن انجام داد.
تا به امروز، این آهنگ بیش از ۳۰۰ میلیون استریم در اسپاتیفای به دست آورده‌است و متن ترانه بیش از ۱۶۵ میلیون بار در یوتیوب مشاهده شده‌است.
این آهنگ در سال ۲۰۲۱ توسط آر آی ای ای در ایالات متحده گواهی پلاتین دریافت کرد. همچنین در استرالیا، نروژ، و سوئد، و نقره در بریتانیا گواهی طلا دریافت کرد.

## ترانه‌شناسی

### آلبوم‌های استودیویی
- هیچ چیز برای همیشه نمی‌ماند (و خوب است) (۲۰۱۷)
- مشکلی نیست، عزیزم (۲۰۲۰)
- نسل ما (۲۰۲۱)

### مینی آلبوم‌ها
- آیا عشق تابستانی می‌تواند برای همیشه ادامه داشته باشد؟ (۲۰۱۶)

### ئی پی‌ها
- مایتی فاین (۲۰۱۲)
- ساخته شده برای تو (۲۰۱۳)
- من آنجا خواهم بود (۲۰۱۴)
- مطبوعات (۲۰۱۹)

### تک آهنگ‌ها
- «ست تابستان» (۲۰۱۳)
- «عشق عجیب» (۲۰۱۳)
- «در زمستان» (۲۰۱۵)
- «برای کسی» (۲۰۱۶)
- «فرعون» (۲۰۱۶)
- «غم در حال فراگیری است» (۲۰۱۶)
- «هیچ چیز برای همیشه نمی‌ماند (و خوب است)» (۲۰۱۷)
- «کالیفرنیا» (۲۰۱۷)
- «رز در لباس تو» (۲۰۱۷)
- «۱۸ دلار» (۲۰۱۸)
- «تو کسی دیگری هستی» (۲۰۱۸)
- «آنها صاحب این شهر هستند» (۲۰۱۹)
- «خانه گمشده» (۲۰۱۹)
- «زادهٔ خواب» (۲۰۱۹)
- «عاشقمی» (۲۰۲۰)
- «عسل برو به خانه» (۲۰۲۰)
- «افسردگی» (۲۰۲۱)
- «چراغ‌های روشن» (۲۰۲۱)
- » «هم روح» (۲۰۲۱)
- «آنطور به من نگاه نکن» (۲۰۲۱)
- «زیبای مزمن» (۲۰۲۱)
- «ما عادت داشتیم بخندیم / ۹ به ۹» (۲۰۲۱)
- «یک کودکی خوب» (۲۰۲۱)